# Lieuran-Cabrières

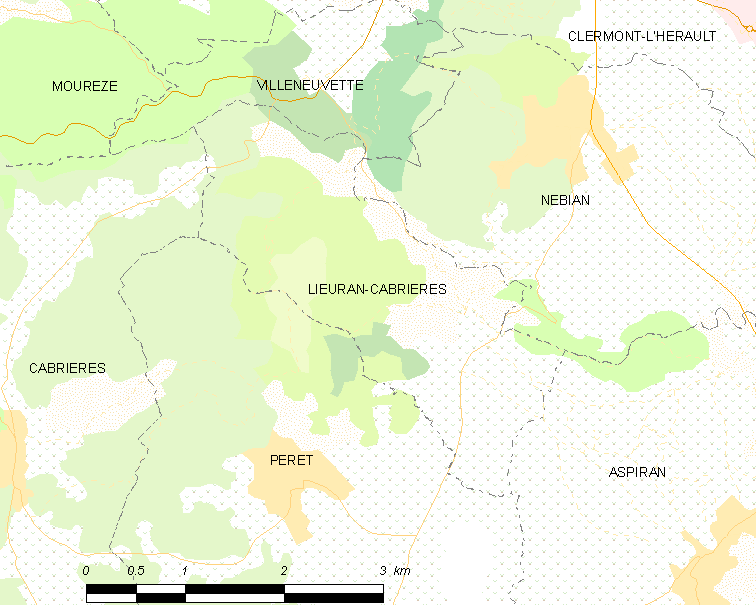
Mapa

 Lieuran-Cabrières  es una población y comuna francesa, situada en la región de Occitania, departamento de Hérault, distrito de Béziers y cantón de Mèze.

## Demografía
| 152 | 181 | 137 | 140 | 166 | 184 | 302 |
| Para los censos de 1962 a 1999 la población legal corresponde a la población sin duplicidades (Fuente: INSEE [Consultar]) |     |     |     |     |     |     |